# Vincenzo de Barberis
Vincenzo de Barberis (Brescia, 1490 circa – Sondrio?, 1551) è stato un pittore italiano.

## Biografia
Vincenzo de Barberis nacque a Brescia nell'ultimo decennio del XV secolo; intorno al 1511 fu a Milano nella cerchia della scuola di San Luca dove i contatti con Bramantino, Zenale, Cesare e Vincenzo Cesariano furono continui e fruttuosi. Collaborò probabilmente con Bernardino Luini negli anni successivi al 1513. Nella scuola di San Luca conobbe anche Bernardino de Donati col quale iniziò subito una lunga amicizia e una proficua collaborazione: nel 1512 entrambi furono a Morbegno per le Storie di Sant'Antonio nella chiesa di Sant'Antonio a Morbegno. Le collaborazioni col De Donati costellano questi anni, fino alla morte di Bernardino, avvenuta nel 1531; nello stesso anno Vincenzo viene convocato a Mantova dove nel 1532 prende parte alle imprese artistiche commissionate dalla corte dei Gonzaga a Palazzo Te.

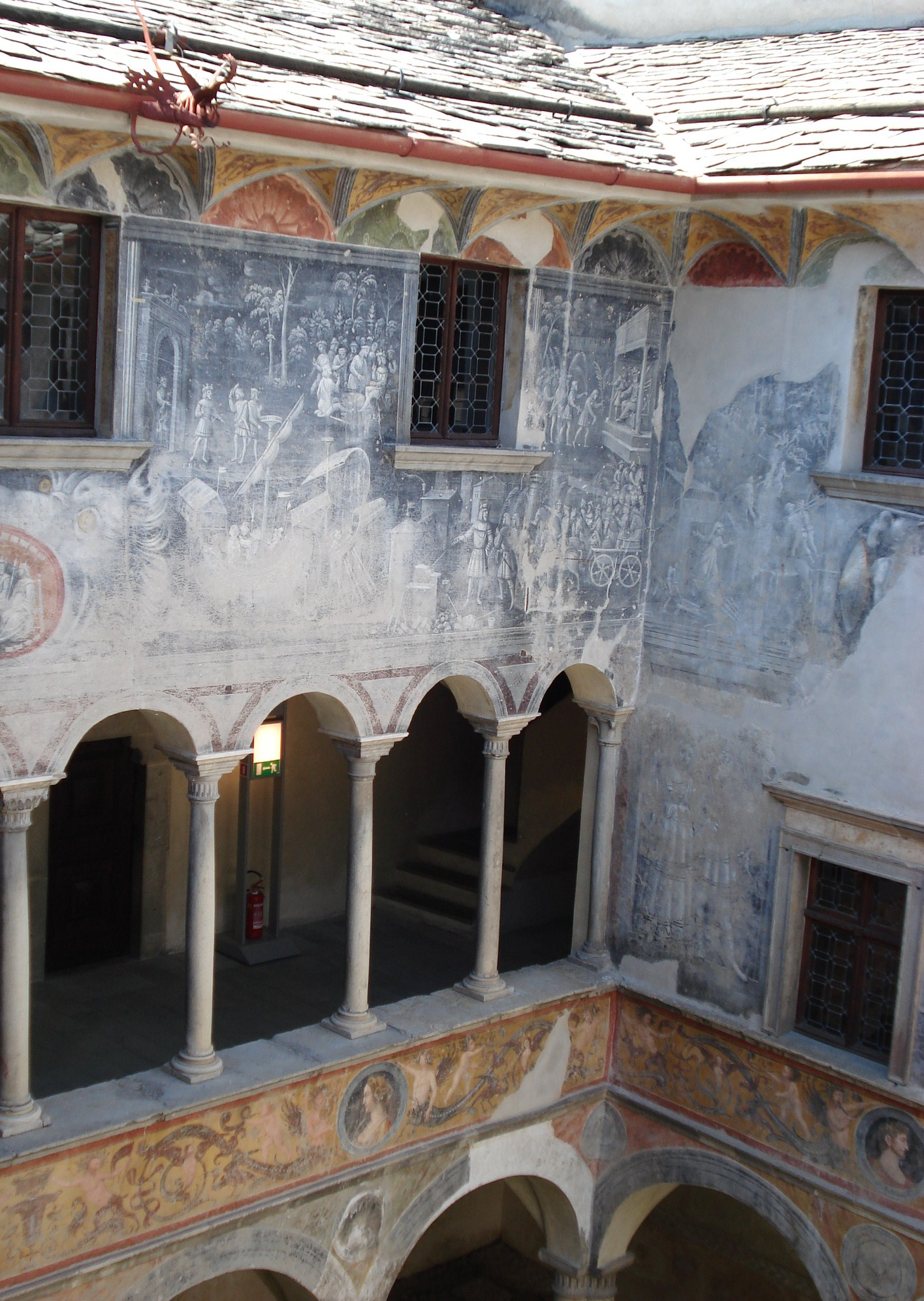
Cortile di Palazzo Besta di Teglio, Storie dell'Eneide.

Ma dal 1535 è di nuovo a Sondrio e da questa data in poi le commissioni in Valtellina si moltiplicheranno: i lavori del De Barberis sono a Sondrio, Mazzo di Valtellina, Caiolo, Fusine, Teglio, Ponte, Teregua in Valfurva eccetera. A lui sono attribuiti anche alcuni dipinti per il Santuario della Beata Vergine della Sassella. Nella sua bottega lavorarono il nipote Michele de Barberis, Cipriano Valorsa, e altri aiuti ignoti; la bottega del de Barberis era il corrispettivo nella media e alta Valtellina di quella dei de Magistris nella zona lariana.
Gli Anni Quaranta del XVI secolo segnano l'apice della sua carriera. Di questi anni le celebri Storie dell'Eneide e le Storie dell'Orlando Furioso nel palazzo Besta di Teglio.
Particolare sottolineatura merita il ciclo con le storie di Enea che è tra le più antiche (se non la più antica) rappresentazioni pittoriche monumentali tratte dall'Eneide che si conoscano.
L'artista morì probabilemte a Sondrio nell'inverno tra 1550 e 1551. Un'altra ipotesi meno convincente posticipa la morte del pittore di almeno un ventennio, identificandolo con il Vincenzo de Barberis da Manerbio, scalpellino attivo a Brescia dal 1551 al 1576.
La formazione lombarda, soprattutto bresciana, di Vincenzo de Barberis è evidente in tutte le sue opere; la sua eredità verrà raccolta in Valtellina da Cipriano Valorsa.